# (2804) Yrjö
(2804) Yrjö es un asteroide perteneciente al cinturón de asteroides descubierto el 19 de abril de 1941 por Liisi Oterma desde el observatorio de Iso-Heikkilä en Turku, Finlandia.
Está nombrado en honor de Yrjö Väisälä (1891-1971), astrónomo finés.